# Kia Sephia

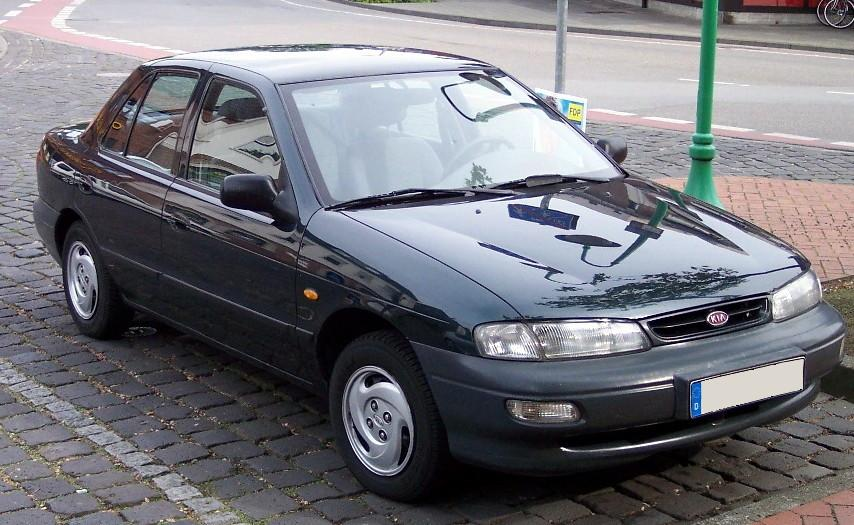
Un automóvil Kia Sephia.

El Kia Sephia es un automóvil compacto manufacturado por la automotriz coreana Kia Motors desde 1992-2003. 
KIA se preparaba para competir con un nuevo modelo y así contrarrestar el éxito de Daewoo con el Espero y Hyundai con el Elantra. Así es como el 22 de Septiembre de 1992 se presenta el nuevo KIA SEPHIA. El SEPHIA se basa en el MAZDA 323 BG. En 1993 llega a Estados Unidos y Gran parte de Sudamérica y Europa.
El Sephia fue lanzado en sus dos versiones sedan y hatchback, teniendo como opciones los modelos RS, LS y el GS. Ambas versiones eran potenciadas por un motor de 4 cilindros 1,6L SOHC que producía 88 caballos de fuerza trayendo consigo una transmisión manual de 5 velocidades y opcional una transmisión automática de 4 velocidades con overdrive controlada electrónicamente.
A mediados de 1995 el Kia Sephia fue reestilizado. El nuevo rediseño en estilo incluía una nueva parrilla, focos delanteros y traseros reestilizados y nuevos parachoques para la absorción de impactos. La reestilizacion del Sephia trajo un nuevo motor de 4 cilindros 1,8L DOHC el cual generaba unos 125 caballos de fuerza, ambos incluyendo las mismas opciones en transmisión. Para este año el Sephia tenía disponible bolsas de aire en todos sus modelos.
Durante 1996 el Kia Sephia fue estilizado con un nuevo volante y nuevos focos traseros, venia con 3 modelos el LS el RS y GS, venia con un motor I4 1.8L DOCH de Mazda, similar al de un Mazda Miata NA este modelo es muy amado por los entusiastas del tuning no solo por su motor que producia unos 125 caballos de fuerza los cuales llegaban a los 180km/h, tambien por su chasis el cual asemejaba al de un Toyota corolla o Honda civic
El 8 de julio de 1996, PT Timor Putra Nasional (TPN) presentó el Timor S515 como su primer producto, El automóvil es un Kia Sephia con diseño distintivo, este mismo también fue muy querido por los entusiastas del tuning de indonesia
Durante 1998 el Kia Sephia fue totalmente rediseñado trayendo como nuevos modelos el Sephia base, el LS y el LS power package todas las versiones incluían un motor 1,8L DOHC de 117 caballos de fuerza y disponibles con transmisión manual de 5 velocidades o automática de 4 velocidades con overdrive. Durante 2000 Kia lanzó un nuevo modelo hatchback llamado Spectra el cual terminó suplantando al sedan compacto Sephia.
- Datos: Q483037
- Multimedia: Kia Sephia / Q483037